# 周金紳
周金紳（1702年—1753年），字大階，號握蘭。江蘇省常州府金匱縣（今屬江蘇省無錫市）人，清朝政治人物、詩人、史地學者。

## 生平
早年為監生。
雍正十三年（1735年）乙卯科順天鄉試中式第二名南元。
乾隆四年（1739年）己未科會試第二百三名，殿試位列第三甲第七十四名同進士出身。籤分河南衛輝府輝縣知縣，未赴任。
十六年（1751年）三月，任四川達州直隸州新寧縣知縣。以崇慶皇太后六十萬壽，覃恩敕授文林郎。
為官有作為有操守，聽審訟案精明公允，有鹽商企圖賄賂取得壟斷地位，周金紳將之斥責退還；任內修葺文廟、書院，親自講學授課；罷黜嚴苛的胥吏，重視民心，端正民風，主持增修縣志。
十八年（1753年）六月病卒於任上。入祀新寧縣名宦祠。

## 著作
- 《握蘭詩草》四卷
- 增修《新寧縣志》四卷

## 家族
- 父：周弘（1637年－1705年），康熙三年進士，官至翰林院侍講學士。
- 兄：周金簡（1676年－1732年），康熙五十一年進士，官翰林院編修。
- 姪：周永禧，雍正十年舉人。
- 姪孫：
  - 周曰萬（1701年－？年），乾隆十六年進士，官浙江知縣；
  - 周曰贊（1716年－？年），乾隆十六年進士，官至戶部員外郎、學政。